# David Hawkins (Philosoph)

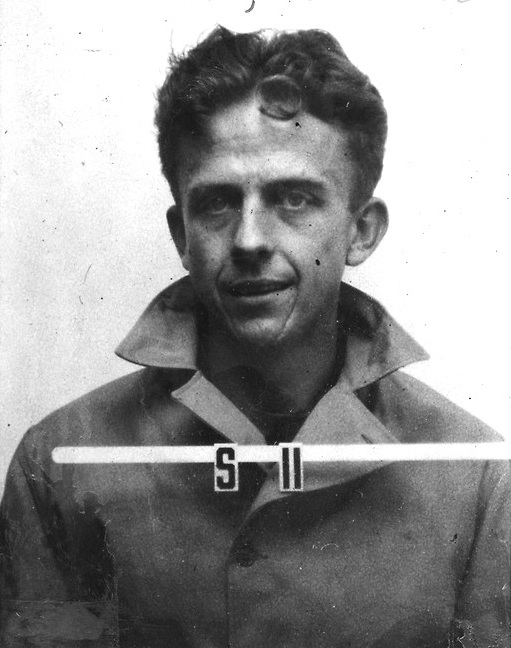
David Hawkins

David Hawkins (* 28. Februar 1913 in El Paso, Texas; † 24. Februar 2002 in Boulder, Colorado) war ein US-amerikanischer Philosoph. Er befasste sich mit Wissenschaftsphilosophie sowie Pädagogik der Mathematik und Physik.

## Leben
David Hawkins, dessen Vater William Ashton Hawkins Anwalt und einer der Gründer von Alamogordo war,  studierte Philosophie an der Stanford University (Bachelor-Abschluss 1934, Master-Abschluss 1936) und wurde 1940 an der University of California in Berkeley in Wahrscheinlichkeitstheorie promoviert (The casual interpretation of probability). Danach lehrte er in Berkeley. Im Zweiten Weltkrieg war er ab 1943 offizieller Historiker beim Manhattan-Projekt in Los Alamos und Verwaltungsassistent von Robert Oppenheimer, den er noch aus Berkeley kannte. Er soll auch den Ort des Trinity-Tests ausgesucht haben, war aber beim Test selbst nicht anwesend und bald darauf kritisch zu Kernwaffen eingestellt. Er wurde Associate Professor für Philosophie an der George Washington University und ab 1947 an der University of Colorado at Boulder, wo er 1949 eine volle Professur erhielt und den Rest seiner Karriere blieb. Von 1965 bis 1970 leitete er dort das Elementary Science Advisory Center. Ab 1980 war er dort Philip A. Danielson Distinguished Professor of Philosophy. 1982 emeritierte er.
1969/70 war er am Institute for Advanced Study. Er war außerdem Gastprofessor in Berkeley, der University of North Carolina, der Cornell University, der Simon Fraser University, der University of Michigan und der Universität Rom.
1950 musste er vor dem Komitee für unamerikanische Umtriebe aussagen, wo er zugab, mit seiner Frau von 1930 bis 1942 der Kommunistischen Partei der USA (CPUSA) angehört zu haben; er weigerte sich aber, weitere Parteimitglieder zu nennen. Seine Professur an der University of California konnte er daraufhin nur knapp behalten.
Hawkins war Gründungsmitglied der Federation of American Scientists. Er war seit 1937 mit Frances Pockman verheiratet, einer anerkannten Pädagogin, mit der er eine Tochter hatte. Mit ihr gründete er 1970 das Mountain View Center for Environmental Education an der University of Colorado, in dem Grundschullehrer fortgebildet wurden. Das Institut wurde von der Ford Foundation und der Universität getragen und hat einen landesweiten Ruf in den USA. Ein zentraler Punkt, der sich auch im Namen des Instituts ausdrückte, war die Berücksichtigung der Lebensumwelt des Kindes. Sie veröffentlichten die vierteljährliche Zeitschrift Outlook.
1949 entwickelte er mit Herbert A. Simon die Hawkins-Simon-Bedingung in der Makroökonomie. 1981 wurde er MacArthur Fellow. 1995 gab er die Oppenheimer Memorial Lecture in Los Alamos. Er war Mitglied der American Philosophical Society und der American Association for the Advancement of Science. Von 1971 bis 1977 war er im Smithsonian Council.

## Schriften
- The Language of Nature: An Essay on the Philosophy of Science. Freeman, San Francisco 1964
- The Informed Vision, Essays on Learning and Human Nature. New York, Agathon 1974
- The science and ethics of equality. Basic Books 1977
- The Roots of Literacy. 2000